# 中岛理帆
中岛理帆（1978年1月31日—）是一名日本女子花样游泳运动员。她曾参加了1996年亚特兰大奥林匹克运动会，并在比赛中获得女子花样游泳比赛团体铜牌。